# Тягар
«Тягар» (англ. The Burden) — роман англійської письменниці Агати Крісті. Написаний під псевдонімом Мері Вестмакотт. Виданий у Великій Британії видавництвом Heinemann у листопаді 1956 року, а у США видавництвом Dell Publishing у 1963 році.

## Сюжет
Коли молодша сестра Лаури Франклін, Ширлі народжується, Лаура відразу обурюється. Незабаром вона хоче смерті своєї молодшої сестри. Але після збереження життя Ширлі у вогні, вона відчуває повну зміну почуттів, і стає дуже лагідна і захищає її. Пізніше, коли сестри виростають і закохуються, Лаура починає розуміти, що тягар любові до Ширлі сильно впливав на все їхнє життя.